# Ernst Schüler

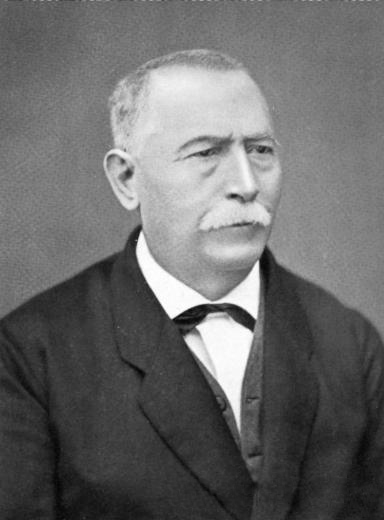
Ernst Schüler (um 1870)

Ernst Schüler (* 29. Oktober 1807 in Darmstadt; † 12. Mai 1881 in Biel) war ein deutsch-schweizerischer Revolutionär, Lehrer, Verleger, Journalist und Politiker.

## Leben
Ernst Schüler begann 1827 das Studium der Theologie, Philologie und Philosophie an der Hessischen Ludwigs-Universität. Im selben Jahr wurde er Mitglied des Corps Starkenburgia. Nach seiner Beteiligung am Frankfurter Wachensturm musste er 1833 aus Deutschland flüchten und ließ sich in Biel als Gymnasiallehrer nieder. Hier beteiligte er sich auch an der Gründung eines Handwerkerlesevereins. 1834 gehörte Schüler zu den Mitgründern der Verbindung Junges Deutschland und 1835 zu den Mitgründern der Jungen Schweiz. Er wurde Leiter der Druckerei gleichen Namens und war von 1835 bis 1836 für die Herausgabe der zweisprachigen Zeitschrift Junge Schweiz verantwortlich. 1836 wurde er Mitglied des Schweizerischen Nationalvereins. Wegen seiner publizistischen Tätigkeit wurde er verhaftet und des Hochverrats angeklagt. Obwohl er freigesprochen wurde, verlor er dennoch seine Lehrerstelle.
Als Liberaler wurde er 1845 Bieler Gemeinderat und 1846 Postmeister. Als Freiwilliger nahm er 1845 am Ersten Freischarenzug und 1847 am Sonderbundskrieg teil. 1848 war er Herausgeber der Zeitung Die Evolution. Von 1849 bis 1851 lebte er in Wiesbaden. Nach Biel zurückgekehrt, übernahm er dort 1852 eine Druckerei, die nach seinem Tod sein Sohn weiterführte, und gründete den Schweizer Handelscourier.
Schüler gilt als Pionier der Bieler Uhrenindustrie, seit er dort von 1840 bis 1846 eine Uhrenwerkstatt eingerichtet und sich politisch für die dortige Uhrenindustrie eingesetzt hatte. Auch machte er sich um die dortige Holzschnitzerei verdient.

## Auszeichnungen
- In Biel wurde nach ihm die Ernst-Schüler-Strasse benannt.

## Schriften
- Die Regierung der Republik Bern, und die Verfolgten der Könige, 1837 Google Digitalisat
- Der schönste Eintritt in die Schweiz, Die Reise von Basel nach Biel durch den bernischen Jura, 1847
- Der Bernische Jura und seine Eisenbahnen, 1876